# Bernard Peitrequin
Bernard Peitrequin, né le 25 novembre 1935, est un écrivain vaudois.

## Biographie
Bernard Peitrequin après des études de lettres à l’Université de Lausanne se consacre à la promotion des produits et services suisses dans le monde. Diplômé en relations publiques, il assume, dès 1995 et à titre indépendant, divers mandats dans le domaine de la communication. 
Rédacteur de L’EPI, la revue de la Société philanthropique suisse pendant près de dix ans, il publie en 2008 Marques de femmes aux éditions de l'Aire.

## Sources
- « Bernard Peitrequin », sur la base de données des personnalités vaudoises sur la plateforme « Patrinum » de la Bibliothèque cantonale et universitaire de Lausanne.
- Bernard Peitrequin sur viceversalitterature.ch